# Abra di Poitiers
Abra di Poitiers (342 o 343 – 360) è stata una religiosa romana, venerata come santa dalla Chiesa cattolica, dalla Chiesa ortodossa e dalla Comunione anglicana.

## Biografia
La sua storicità è dubbia, dato che appare nelle agiografie del presunto padre Ilario di Poitiers solo a partire dal VI secolo e la lettera in cui il genitore la menzione ed esprime preoccupazione per lei viene ritenuta un falso medievale. Nota per la natura caritatevole verso i poveri, Abra avrebbe contribuito a diffondere il cristianesimo nell'area di Poitiers, prima della morte in giovane età.
Michel de Montaigne la cita in uno dei suoi saggi, "Del fuggire i piaceri al prezzo della vita".